# Dactylolabis (Dactylolabis) opaca
Dactylolabis (Dactylolabis) opaca is een tweevleugelige uit de familie steltmuggen (Limoniidae). De soort komt voor in het Palearctisch gebied.